# Arnoud Okken
Arnoud Okken (20 aprile 1982) è un mezzofondista olandese.

## Palmarès
| Anno | Manifestazione    | Sede       | Evento      | Risultato | Prestazione | Note                          |
| ---- | ----------------- | ---------- | ----------- | --------- | ----------- | ----------------------------- |
| 2000 | Mondiali juniores | Santiago   | 800 m piani | 5º        | 1'49"10     |                               |
| 2001 | Universiadi       | Pechino    | 800 m piani | 4º        | 1'45"64     | Miglior prestazione personale |
| 2002 | Europei           | Monaco     | 800 m piani | 5º        | 1'48"39     |                               |
| 2003 | Mondiali indoor   | Birmingham | 800 m piani | 6º        | 1'48"71     |                               |
| 2005 | Europei indoor    | Madrid     | 800 m piani | 5º        | 1'49"77     |                               |
| 2007 | Europei indoor    | Birmingham | 800 m piani | Oro       | 1'47"92     |                               |
| 2007 | Mondiali          | Osaka      | 800 m piani | Batteria  | 1'47"23     |                               |
| 2010 | Europei           | Barcellona | 800 m piani | 4º        | 1'47"31     |                               |